# Parker City
Parker City – miasto w Stanach Zjednoczonych, w stanie Indiana, w hrabstwie Randolph.